# Vivy (Maine-et-Loir)
Vivy település Franciaországban, Maine-et-Loire megyében. Lakosainak száma 2599 fő (2022. január 1.). Vivy Allonnes, Blou, Longué-Jumelles, Neuillé, Saumur és Gennes-Val-de-Loire községekkel határos.

## Népesség
A település népessége az elmúlt években az alábbi módon változott:
| Lakosok száma | 1434 | 1806 | 1885 | 2050 | 2506 | 2574 | 2582 | 2537 | 2545 | 2599 |
|               | 1968 | 1982 | 1990 | 2006 | 2013 | 2015 | 2017 | 2019 | 2020 | 2022 |